# Jan Karel Rojek
Jan Karel Rojek (31. března 1804 Litomyšl – 11. srpna 1877 Budyně nad Ohří) byl český římskokatolický kněz, historik a národní buditel.

## Život
Narodil se v rodině vojáka c. a k. rakouské armády. Proto se s rodiči stěhoval do posádkových měst, nejdříve do polské Wieliczky, pak do Olomouce. Když otec opustil armádu, rodina se přestěhovala zpět do Litomyšle, kde otec a po jeho smrti matka provozovali na náměstí vinný šenk. Gymnaziální studia absolvoval v rodné Litomyšli, teologickou fakultu dokončil roku 1826 v Hradci Králové. Na kněze byl vysvěcen 27. května 1827. Po vysvěcení působil jako kaplan v Krucemburku, a potom až do roku 1839 jako kaplan v Novém Městě nad Metují, v roce 1832 obětavě zaopatřoval nemocné při tamní epidemii cholery. Koncem roku 1839 se stal farářem v Bohuslavicích a Černčicích. V Bohuslavicích založil dívčí přádelní školu, která se udržela tři zimy. Podařilo se mu financovat opravu značně zchátralého kostela a pořídit nové varhany. V roce 1840 začal se studiem archeologických a historických památek opočenského vikariátu, které během následujících desetiletí prohluboval a publikoval. V roce 1848 se s svým přítelem, opočenským děkanem Josefem Roštlapilem (1809-1888) v Praze zúčastnil sněmu Svatováclavského a byl pohoršen, když potkali sestry Fastrovy v národním kroji s bambitkami za pasem. V roce 1850 byl jmenován děkanem v Novém Městě nad Metují, kde začal následující rok s obnovou děkanského kostela (hlavního oltáře Nejsvětější Trojice a na oltář sv. Václava pořídil nový obraz světce od J. V. Hellicha. V roce 1857 byl jmenován biskupským vikářem a okresním školním dozorcem. V roce 1859 opravil a vybavil kostelík sv. Václava na Dobeníně. V roce 1861 kandidoval na poslance do českého zemského sněmu za okresy novoměstský, náchodský a opočenský a byl zvolen. Roku 1862 vysvětil novou kapli Svaté rodiny v Nahořanech. Za své zásluhy byl jmenován čestným občanem Dobrušky, Opočna, Červeného Kostelce i jinde na venkově.

### činnost badatelská a osvětová
Napsal několik odborných historických statí do Časopisu Českého muzea a do Památek archeologických, dokumentoval hmotné památky písemně i kresebně, byl spoluzakladatelem Matice české a Matice illyrské, členem Archeologického sboru muzea, členem edic Dědictví Cyrilometodějského a Svatoprokopského, odběratelem mnoha edic českých národně obrozeneckých knih, které distribuoval po celém opočenském vikariátu.

### Společenské kontakty
Udržoval písemné a osobní kontakty s významnými osobnostmi veřejného, vědeckého i uměleckého života, mj. s Františkem Palackým, V. V. Tomkem, Václavem Hankou, K. J. Erbenem, F. L. Riegrem, A. Sedláčkem, A. V. Šemberou nebo Boženou Němcovou. Jako mecenáš mj. podporoval při studiích na malířské akademii v Mnichově syna Boženy Němcové Jaroslava Němce (1842–1898).

## Dílo
- Příspěvky k dějepisu Země české, in: Časopis Českého museum 1845, I., s. 56-69
- O památkách města Náchoda (dokončil, redigoval a vydal rukopis zemřelého J. M. Ludvíka). Hradec Králové 1857
- Matrika vikariátu Opočenského čili stručný výtah všech kostelův, duchovních správcův, též patronův...(rukopis celoživotního díla) 1863
- Soupis nekatolíků panství Opočenského z roku 1842 přepsal a vydal Josef Wolf, Věstník král. čes. společnosti nauk 1908